# Orquestra Sinfônica do Estado de Mérida
A Orquestra Sinfônica do Estado Mérida (OSEM) é uma Orquestra Filarmônica original da cidade de Mérida, Venezuela. O grupo é uma organização sem fins de lucrativos com o objetivo de promover o desenvolvimento de atividades relacionadas à música, em especial aquelas vinculadas à música sinfônica e de a música de  câmara. 

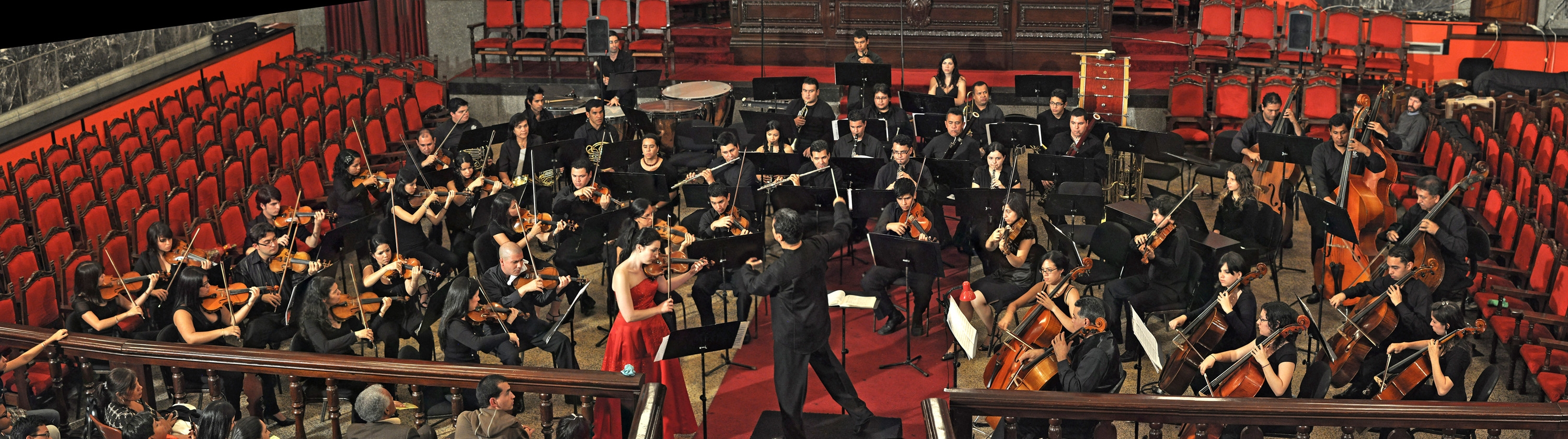
A Orquestra Sinfônica do Estado Mérida

## História
O grupo surgiu em 21 de junho de 1991 como resultado de evolução e desenvolvimento da Orquestra Sinfónica Juvenil do Estado da Mérida, criada em 1978 no marco da expansão do Sistema de Orquestras Juvenis da Venezuela liderado pelo Maestro José Antonio Abreu. 
Desde sua fundação, a OSEM tem contribuído com o impulso do movimento musical meridenho através de uma atividade artística e pedagógica constante. Seu Diretor Fundador, Amílcar Rivas, deu basepara o desenvolvimento artístico do grupo, impulsionado entre 1994 e 1997 pela direção musical do Maestro Sergio Bernal; ampliando o repertório com diversos estilos de música sinfônica universal e latino-americana. Entre 1998 e 2001, a OSEM foi dirigida pelo Maestro Felipe Izcaray, que abordou novos repertórios e iniciou o programa de extensão comunitária que agora é parte fundamental do projeto artístico que executa a Orquestra. 
Na Temporada do ano de 2006, quando a OSEM cumpriu 15 anos de existência, seguiu-se um sequência de participação em múltiplos eventos oficiais da Gobernación do Estado de Mérida, a Universidade dos Andes, a FESNOJIV e várias Prefeituras Municipais. Assim mesmo, a colaboração com diferentes instituições educativas a nível local e nacional. Este permanente labor traduziu-se neste ano, na realização de 39 Concertos Sinfónicos e 108 Concertos Pedagógicos e de Câmara em 21 Municípios do Estado Mérida, com a participação de figuras relevantes da música a nível mundial, o qual dá fé da intensa actividade profissional realizada. Em 1999 a OSEM foi designada Património Cultural do Estado Mérida.
No verão do 2011 pelo seu vigésimo aniversário, será celebrado um concerto em juntada à comunidade italiana em Venezuela, e especialmente os italianos de Mérida, com a participação de numerosos artistas italianos e internacionais.